# Fabio Rodríguez (futbolista)
Fabio Rodríguez (Cartagena, Bolívar, Colombia, 3 de octubre de 1985) es un futbolista colombiano. Juega de defensa lateral y su actual equipo es el Olympic Club Deportivo de la Primera C de Colombia.

## Clubes
| Club                   | País     | Año           |
| ---------------------- | -------- | ------------- |
| Deportes Quindío       | Colombia | 2006 - 2008   |
| Rionegro Águilas       | Colombia | 2008 - 2012   |
| Independiente Medellín | Colombia | 2013          |
| Rionegro Águilas       | Colombia | 2014-2017     |
| Atlético Bucaramanga   | Colombia | 2017-2018     |
| Olympic Club Deportivo | Colombia | 2022-presente |

## Palmarés

### Campeonatos nacionales
| Título    | Club         | País     | Año  |
| --------- | ------------ | -------- | ---- |
| Primera B | Itagüí F. C. | Colombia | 2010 |